# Pro bono
Pro bono stoji za latinsku izreku pro bono publico (za opće dobro). Pojam obično označuje profesionalno savjetovanje ili zastupanje bez naknade i rabi se u sastavu pro bono odvjetnika. Pro bono odnosi se, dakle, na volonterski rad (bez naknade) kao javnu uslugu.
U medicini pojam pro bono često se rabi za besplatno liječenje. Ako je primjerice operacija pro bono, liječnik ili bolnica snosi sve nastale troškove.